# 牛眠山トンネル
牛眠山トンネル（ウミョンサントンネル）は、大韓民国ソウル特別市瑞草区にあるトンネルである。全長2070m。有料である。

## 歴史
- 2004年1月6日 - 開通